# نانخة
النَّانَخَةُ أو النَّانَخَاةُ أو النَّانَخَوَاةُ (من الفارسية: نَانْ: خبز وخُوَاهْ: طلب، أي طالب الخبز) أو الكَمُّونُ الحَبَشِيُّ أو الكَمُّونُ المَلَكِيُّ أو الكَمُّونُ المُلُوكِيُّ أو الكَمُّونُ الهِنْدِيُّ (بالإنجليزية: Ajwain - الأجوان) و(الاسم العلمي: Trachyspermum ammi - تراكيسبيرموم أمي) هو نوع نباتي ينتمي للفصيلة الخيمية.

## الوصف النباتي
النبات عشبة حولية لا يزيد ارتفاعها عن 50 سم. الساق دقيقة منتصبة قليلة التفرع، الأوراق قليلة مفصصة تشبه إلى حد ما أوراق نبات الخلة. النبات يعطي مجموعة من الثمار على هيئة مظلة ذات لون أبيض تتحول بعد النضج إلى اللون البني المائل إلى الخضرة. الثمرة صغيرة تشبه في حجمها ثمار الخلة أو بذور الخردل.
الجزء المستعمل من نبات النانخة هو الثمار فقط.